# طو علي عليا
طوعلي عليا (بالفارسية: طوعلی علیا) هي منطقة سكنية تقع في إيران في Minjavan-e Sharqi Rural District. يقدر عدد سكانها بـ 265 نسمة .